# Rhaphuma vagesignata
Rhaphuma vagesignata là một loài bọ cánh cứng trong họ Cerambycidae.